# عبد الحق سيلع
عبد الحق سيلع (26 نوفمبر 1996 بالرويبة في الجزائر - ) هو لاعب كرة قدم جزائري في مركز الدفاع احترف سابقاً في نادي السد السعودي.

## روابط خارجية
- عبد الحق سيلع على موقع قاعدة بيانات كرة القدم.إي يو (الإنجليزية)
- عبد الحق سيلع على موقع Soccerway.com (الإنجليزية)